# Daniel van Heil

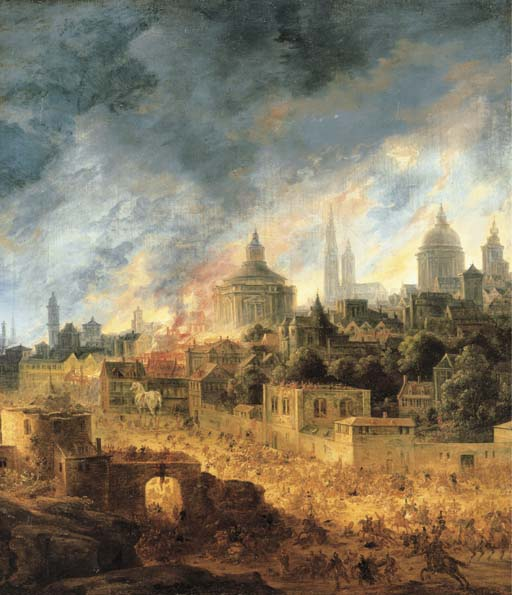
Pożar Troi, ok. 1650

Daniel van Heil (ur. 1604 w Brukseli, zm. 1664 tamże) – flamandzki malarz barokowy. 
Pochodził z artystycznej rodziny działającej w Brukseli, malarzami byli jego dwaj bracia Jan Baptist (1604–1685) i Leo (1605-ok. 1664) oraz syn Theodore van Heil. Malował zimowe pejzaże oraz przedstawienia pożarów, np. Troi i Sodomy i Gomory. Jego prace znajdują się m.in. Ermitażu i Luwrze.